# Sapphire Technology
Sapphire Technology (chineză: 藍寶科技) este o companie tehnologică din Hong Kong, care produce plăci video pentru calculatoare personale și stații de lucru, plăci de bază, TV tunere, playere audio digitale și Televizoare LCD.
Produsele Sapphire sunt bazate pe unități de procesare grafică AMD, și tehnologia chipset-ul placii de baza AMD (ATI) și Intel. Este cel mai mare furnizor din lume de plăci video bazate pe AMD.
Sapphire a fost prima companie să lanseze o placa video cu un conector HDMI (High Definition Multimedia Interface) si prima placă video cu viteza de ceas de 1000 MHz (1 GHz), cu lansarea a Sapphire HD 4890 Atomic Edition.